# علی مسکینی
علی مسکینی (زادهٔ ۱ فروردین ۱۳۷۷ در کرمانشاه) کاراته کا اهل  استان کرمانشاه در ایران است. علی مسکینی در رده‌های مختلف عضو تیم ملی ایران است. وی در مسابقات قهرمانی آسیا کاراته ۲۰۲۱ که در آلماتی برگزار شده بود موفق به کسب مدال نقره شد. 
در سن ۱۰ سالگی ورزش کاراته را آغاز نمود و پس کسب عناوین مختلف قهرمانی در رده‌های سنی پایه از سال ۱۳۹۵ به عضویت تیم ملی درآمد و در حال حاضر نیز ملی پوش وزن منهای ۶۰ کیلوگرم بزرگسالان تیم کاراته جمهوری اسلامی ایران و یکی از پرافتخارترین کاراته کاهای ایران می‌باشد.

## زندگی‌نامه
وی ورزش کاراته را در باشگاه دال زیر نظر مربی های کرمانشاهی حمید فرهادی و احسان حیدری  آغاز کرد .

## افتخارات
از افتخارات وی می‌توان به کسب ۱ مدال نقره در مسابقات آسیایی کاراته در سال ۲۰۲۱ اشاره کرد.